# Provincia de Kasai
Kasai (en francés: Kasaï) es una de las veintiséis provincias de la República Democrática del Congo, creada de acuerdo con la Constitución de 2005. La nueva provincia finalmente se creó en 2015 a partir del distrito homónimo de Kasai y la ciudad administrada de forma independiente de Tshikapa, ambos parte de la antigua provincia de Kasai Occidental.

## Divisiones
- Dekese
- Ilebo
- Luebo
- Mweka
- Tshikapa
- Tshikapa